# Stefan Batan
Stefan Batan, född 20 mars 1985 i Västertälje församling, är en svensk fotbollsspelare med assyriskt ursprung som spelar för Södertälje FF. Han är en före detta U21-landslagsspelare för Sverige. Han spelar helst som vänstermittfältare/vänsterback men har även under slutet på sin första säsong i Hammarby spelat mittback.

## Karriär
I november 2005 skrev Batan ett fyraårskontrakt (till och med allsvenska säsongen 2009) med Djurgårdens IF och lämnade därmed sin moderklubb Assyriska FF som under samma säsong degraderades från Allsvenskan. I Djurgården blev Batan ett alternativ till Tobias Hysén fram till augusti 2006, som vänsterforward i lagets dåvarande 4–3–3-system. Alternativt spelade han vänstermittfältare i det 4–4–2-system som laget avslutade säsongen 2006 med. 30 juli 2008 lånades Batan ut resten av säsongen till förra klubben Assyriska FF, efter att ha fått ont om speltid (3 starter på 16 omgångar säsongen 2008) i Djurgården. Gjorde comeback i Assyriska 3 augusti 2009 borta mot Qviding FIF. Batan lånades även ut till Assyriska för hela säsongen 2009. Efter utlåningen säsongen 2009 löpte kontraktet med Djurgården ut och Batan fortsatte i Assyriska men som Assyriskas egen spelare precis som innan tiden i Djurgården.
Batan skrev på för Hammarby den 2 januari 2014 och blev snabbt en favorit bland fansen. I januari 2018 återvände han till Assyriska FF. I juli 2018 värvades Batan av Västerås SK, där han skrev på ett 1,5-årskontrakt. Efter säsongen 2019 avslutade Batan sin elitkarriär.
Inför säsongen 2020 tog Batan över som sportchef i Assyriska FF. I januari 2021 meddelade Batan att han lämnade sitt uppdrag. Under säsongen 2021 spelade Batan två matcher för United IK i Division 2 och 12 matcher samt tre mål för Södertälje FF i Division 4.

## Person
Eftersom Batan, innan han började spela fotboll med Djurgårdens IF Fotboll, hade ett skriftligt avtal med AIK - men valde att bryta avtalet och gå till AIK:s ärkerival Djurgårdens IF, något han även tvingades att nå en uppgörelse om med sin dåvarande agent Anders Carlsson, så har han fått dåligt anseende bland de som håller på AIK. Detta manifesterades av AIK-publiken under Stockholmsderbyna lagen emellan, under fotbollssäsongen 2006.

## Säsongsfacit: seriematcher / mål
- 2010: 7 / 0,  (efter 27 maj 2010, dvs omgång 8 av 30)
- 2009: 27 / 1
- 2008: 23 / 3, varav 9 / 0 i DIF och 14 / 3 i Assyriska
- 2007: 13 / 0
- 2006: 19 / 2
- 2005: 22 / 2
- 2004: 25 / 0
- 2003: 6 / 0